# Deinopis fastigata
Deinopis fastigata là một loài nhện trong họ Deinopidae.
Loài này thuộc chi Deinopis. Deinopis fastigata được miêu tả năm 1906 bởi Eugène Simon.